# Вигалев
Вигалев (пол. Wyhalew) — село в Польщі, у гміні Дубова Колода Парчівського повіту Люблінського воєводства. Населення — 352 особи (2011).

## Історія
За даними етнографічної експедиції 1869—1870 років під керівництвом Павла Чубинського, у селі проживали лише греко-католики, які розмовляли українською мовою.
У 1921 році село входило до складу гміни Кшивовлежба Володавського повіту Люблінського воєводства Польської Республіки.
У 1975—1998 роках село належало до Білопідляського воєводства.

## Населення
За переписом населення Польщі 10 вересня 1921 року в селі налічувалося 100 будинків (з них 11 незаселених) та 402 мешканці, з них:
- 188 чоловіків та 214 жінок;
- 321 православний, 61 юдей, 20 римо-католиків;
- 313 українців, 61 єврей, 28 поляків.

Демографічна структура станом на 31 березня 2011 року:
|          | Загалом | Допрацездатний вік | Працездатний вік | Постпрацездатний вік |
| -------- | ------- | ------------------ | ---------------- | -------------------- |
| Чоловіки | 180     | 40                 | 123              | 17                   |
| Жінки    | 172     | 36                 | 101              | 35                   |
| Разом    | 352     | 76                 | 224              | 52                   |